# Spilzalmen
Spilzalmen (Acestrorhynchidae) zijn een familie van straalvinnige vissen uit de orde van Karperzalmachtigen (Characiformes).

## Geslachten
- Acestrorhynchus C. H. Eigenmann & C. H. Kennedy, 1903
- Gilbertolus C. H. Eigenmann, in Eigenmann & Ogle, 1907
- Heterocharax C. H. Eigenmann, 1912
- Hoplocharax Géry, 1966
- Roestes Günther, 1864